# Helig (Graduale Romanum VIII)
Helig från Graduale Romanum VIII är ett moment i den kristna mässan som heter Sanctus och den är skriven på 1000-talet.

## Publicerad i
- Graduale Romanum VIII
- Höghandskriften
- Liber Cantus (Växjö)
- Liber Cantus (Uppsala)
- 1697 års koralbok
- Musiken till Svenska Mässan 1897.
- Gudstjänstordning 1976, del II Musik. (bearbetad form)
- Den svenska kyrkohandboken 1986 under Helig.